# Porphyrinia virginalis
Porphyrinia virginalis là một loài bướm đêm trong họ Noctuidae.